# World Out There
World Out There è il quarto album della band indipendente italiana Via del blues.
Pubblicato nel febbraio 2013 è composto da 10 tracce originali ed una cover di I Been Hit Too Hard dei The Doorways.

## Tracce
1. (Like the) Shot of a Gun (Gaetano Quarta, Gino Giangregorio, Dino Panza)
2. Big Dave (Marco Barile, Gino Giangregorio, Dino Panza)
3. My Bad Luck (Gaetano Quarta, Gino Giangregorio, Dino Panza)
4. Just So Blues (Gaetano Quarta, Gino Giangregorio, Dino Panza)
5. The Fox (Gaetano Quarta, Gino Giangregorio, Dino Panza)
6. I Been Hit Too Hard (Gianni Porta, Gino Giangregorio)
7. Dose (Gaetano Quarta, Gino Giangregorio, Dino Panza)
8. Strong and Wise (Gaetano Quarta, Gino Giangregorio, Dino Panza)
9. Same Ol' Sound (Gaetano Quarta, Gino Giangregorio, Dino Panza)
10. Best Friend (Gaetano Quarta, Gino Giangregorio, Dino Panza)
11. V.D.B. Boogie (Gaetano Quarta, Gino Giangregorio, Dino Panza)

## Formazione
- Gaetano Quarta - voce
- Gino Giangregorio - chitarra, percussioni, piano, cori
- Dino Panza - armonica
- Marco Barile - batteria, percussioni e voce
- Luigi Catella - basso e contrabbasso

## Produzione
- Via del blues - produzione
- Gaetano Quarta, Gino Giangregorio - registrazione
- Via del blues - missaggio
- Gaetano Quarta - mastering
- Beppe Merola - copertina

## Videoclips
- Just So Blues[1] (promo, videoclip)
- Dose[2] (promo, videoclip)

## Recensioni
- Brundisium.net: "Via del Blues - World Out There" articolo di Marco Greco sul Diario di Bordo Pagina 163 (Marzo 2013)[3]
- it's still rock and roll to me: "Via del Blues (World Out There)" articolo di Enzo Curelli del 1º marzo 2013[4]
- La Gazzetta del Mezzogiorno: "La 'Via del Blues' è sempre quella pure dopo 40 anni", articolo di Nicola Morisco del 6 maggio 2013[5]
- Demo - Rai Radio 1: "Demo Vips - Mercoledì 6 novembre 2013", programma di Michael Pergolani e Renato Marengo
- it's still rock and roll to me - La mia Playlist: dischi italiani 2013" articolo di Enzo Curelli del 23 dicembre 2013[6]
- Brundisium.net: "Diario di Bordo. Pagina n. 212 - Martedì 28 gennaio 2014", articolo di Marco Greco[7]
- Buscadero: "Italians do it better?" (Via Del Blues - World Out There), articolo di Andrea Trevaini pubblicato sul numero di Marzo 2014
- Distorsioni: "Via del Blues - World Out There" articolo di Guido Sfondrini del 7 aprile 2014[8]